# Scrapie
Scrapie, klusavka (drbavka), Scrapie-associated fibrilis, je neurodegenerativní onemocnění ovcí a koz. Je rozšířeno v Evropě, na středním východě a USA, ale do dnešního dne nebyla její přítomnost zaznamenána v Austrálii a na Novém Zélandu. Má extrémně dlouhou inkubační dobu, je charakterizované výskytem a akumulací patologické formy prionového proteinu (PrPSc). Je příbuzné BSE a patří do skupiny onemocnění souhrnně označované transmisivní spongiformní encefalopatie. Scrapie není nemocí ve smyslu nákazy organismu jiným organismem, ale spíše poruchou organismu v důsledku přítomnosti a působení látky, kterou tělo neumí likvidovat (metabolizovat ani vyloučit).
První záznamy o scrapii pocházejí z počátku 18. století. Název Scrapie pochází z tendence nemocných ovcí vyškrábat si svoji vlnu. Další klinické příznaky jako obtíže při chůzi a ztráta koordinace se odráží v alternativních názvech ´Traberkrankheit´ (nemoc rychlé chůze) a ´la tremblante´ (chvění), tyto názvy byly původně samostatně používány v Německu a ve Francii.
U ovcí byl popsán gen pro tvorbu prionového proteinu PrPSc, který určuje, zda je zvíře vnímavé ke vzniku klinických příznaků scrapie, pokud je vystaveno infekci. Každý gen pro PrPSc má 2 alely, které pocházejí každá od jednoho rodiče. Vědci identifikovali 3 konkrétní místa (kodony) genu PrPSc, která odpovídají za vnímavost nebo rezistenci ovcí k projevům infekce. Na každém kodonu dvou různých alel jednoho PrP genu mohou být různé kombinace aminokyselin. PrPSc genotyp ovcí tedy představuje kombinace aminokyselin na příslušných kodonech obou chromozomů pro PrPSc gen. Kombinace alel, každé od jednoho rodiče určují genotyp vyšetřované ovce. Je známo až 15 možných kombinací (genotypů), jejichž výskyt je různý v rámci každého plemene.
Charakteristickým místem výskytu je centrální nervový systém (CNS). Toto onemocnění nelze potvrdit u živého zvířete laboratorními metodami. V současné době lze vyšetřovat nervovou tkáň u poraženého nebo uhynulého zvířete. Používají se histopatologické či imunohistochemické metody. V CNS se zjišťuje forma prionového proteinu PrPSc pomocí některého z rychlých testů (Western blot, ELISA), případně elektronmikroskopickým průkazem PrPSc (SAF – Scrapie Associated Fibrils).
Podstatnou příčinou pro vznik a šíření choroby byla mj. lidská hospodářská činnost, konkrétně používání masokostní moučky jako krmiva pro býložravý/přežvýkavý dobytek.